# دریفتزته
دریفتزته (به آلمانی: Driftsethe) یک منطقهٔ مسکونی در آلمان است که در Hagen im Bremischen واقع شده‌است. دریفتزته ۶۵۶ نفر جمعیت دارد.